# FK Volgar Astrachan
FK Volgar Astrachan (Russisch: Футбольный Клуб Волгарь-Газпром Астрахань, Futbolni Klub Volgar-Gasprom Astrachan) is een Russische voetbalclub uit de stad Astrachan. De club promoveerde in 2008 naar de eerste divisie.